# Saison 1964-1965 des FAR de Rabat
Pour un article plus général, voir Association Sportive des Forces Armées Royales (football).
Maillots
Chronologie
Saison précédente
La saison 1964-1965 des FAR de Rabat est la septième de l'histoire du club. Elle débute alors que les militaires avait remporté le championnat de la saison dernière. Le club est par ailleurs engagé en coupe du Trône.
Finalement, les FAR de Rabat sont éliminés au huitièmes de finale et atteignent la quatrième place en championnat.
Le bilan en championnat des FAR de Rabat s'est terminé favorable car sur 26 matchs joués, ils en gagnent 8, en perdent 12 et cèdent 6 nuls pour 26 buts marquées et 18 encaissés.

## Contexte et résumé de la saison passée des FAR de Rabat
Durant la saison dernière, les FAR de Rabat remportent le championnat pour la troisième fois de leur histoire et d'affilée avec au total plus de 64 points avec 15 victoires, 8 nuls et 3 défaites. Tandis qu'en coupe du Trône les FAR de Rabat remportent leur premier match dans le cadre des seizièmes de finale face à une équipe dont on ne connait pas le nom par manque d'informations, ils battent la Renaissance de Berkane sur le score de 3-0 dans le cadre des huitièmes de finale. Ensuite pour le compte des quarts de finale, ils affrontent le Raja de Casablanca dans le cadre d'un classico se terminant par une défaite des FAR sur un score de deux buts à zéro.
Au bilan, lors de la saison dernières les FAR de Rabat remportent le championnat avec comme dauphin le Kawkab de Marrakech et sont éliminés en quarts de finale par le Raja de Casablanca.

## Saison
Lors de sa seconde saison, l'Association Sportive des Forces Armées Royales participera au championnat du Maroc et à la Coupe du Trône de football. Il participera donc qu'à deux compétitions.

### Championnat
Le championnat du Maroc de football 1964-1965 est la 9e édition du championnat du Maroc de football. Elle oppose quatorze clubs regroupées au sein d'une poule unique où les équipes se rencontrent deux fois, à domicile et à l'extérieur. Cette saison est l'une des seuls ou aucun club est relégué en effet, lors de cette saison la FRMF décide de relégué aucun club en fin de saison et d'en faire monter deux pour jouer la saison prochaine un championnat avec seize équipes au lieu de quatorze.

#### Composition du championnat
Avec la relégation de l'Étoile jeunesse sportive de Casablanca et du Moghreb de Rabat, et la promotion du CODM de Meknès et du TAS de Casablanca, les FAR de Rabat se retrouvent donc en compagnie de treize autres équipes que sont:
Le F.U.S. : le Fath Union Sport de Rabat.
Le R.C.A. : le Raja Club Athletic.
Le W.A.C. : le Wydad Athletic Club.
Le M.C.O. : le Mouloudia Club d'Oujda.
Le C.O.D.M.: l'Club Omnisports De Meknès.
Le K.A.C.M. : le Kawkab Athlétique Club de Marrakech.
La R.A.C : le Racing Athletic de Casablanca.
Le S.M. : le Stade Marocain.
Le K.A.C. : le Kénitra Athlétic Club.
Le T.A.S. : le Tihad Athlétique Sport.
Le M.A.S. : le Maghreb Association Sportive.
Le H.U.S.A. : le Hassania Union Sport d'Agadir.
et le S.C.C.M. : le Chabab Mohammédia.
Cette saison représente donc la septième année de football de l'histoire des FAR de Rabat, il s'agit surtout de sa sixième en première division. On peut signaler aussi la présence du Stade Marocain et du FUS de Rabat qui sont des clubs de la ville de Rabat.

#### Classement final
| Place | Club                | Points | Joué | Victoire | Nul | Défaite | Buts pour | Buts contre |
| ----- | ------------------- | ------ | ---- | -------- | --- | ------- | --------- | ----------- |
| 1er   | Maghreb de Fès      | 58     | 26   | 14       | 4   | 8       | 27        | 22          |
| 2e    | Racing Casablanca   | 56     | 26   | 9        | 12  | 5       | 31        | 25          |
| 3e    | CODM de Meknès      | 55     | 26   | 9        | 11  | 6       | 32        | 29          |
| 4e    | FAR de Rabat        | 54     | 26   | 8        | 12  | 6       | 26        | 18          |
| 5e    | Wydad de Casablanca | 54     | 26   | 9        | 10  | 7       | 27        | 21          |
| 6e    | Kawkab de Marrakech | 54     | 26   | 9        | 10  | 7       | 26        | 24          |
| 7e    | FUS de Rabat        | 52     | 26   | 9        | 8   | 9       | 36        | 36          |
| 8e    | TAS de Casablanca   | 52     | 26   | 9        | 8   | 9       | 18        | 22          |
| 9e    | Stade Marocain      | 50     | 26   | 6        | 12  | 8       | 29        | 30          |
| 10e   | Chabab Mohammédia   | 50     | 26   | 9        | 6   | 11      | 25        | 27          |
| 11e   | Mouloudia d'Oujda   | 50     | 26   | 7        | 10  | 9       | 24        | 30          |
| 12e   | Raja de Casablanca  | 50     | 26   | 6        | 12  | 5       | 25        | 29          |
| 13e   | Hassania d'Agadir   | 48     | 26   | 6        | 10  | 10      | 37        | 42          |
| 14e   | KAC de Kénitra      | 45     | 26   | 5        | 9   | 12      | 21        | 29          |

### Coupe du Trône
La saison 1964-1965 de la coupe du Trône de football est la neuvième éditions de la compétition. Ayant comme champion le Kawkab de Marrakech lors de l'édition suivantes, cette compétition est la seconde plus importante du pays. Étant une équipe de première division, les FAR débutent cette compétition en seizièmes de finale.

## Bilan
Au bilan durant cette saisons, les FAR de Rabat se place quatrième en championnat avec au total plus de 54 points avec 8 victoires, 12 nuls et 6 défaites. Son parcours en coupe du Trône a commencé en seizièmes de finale puisque ceux-ci sont en première division. Le résultat pour les seizièmes de finale est inconnu et on ne sais pas qui il a affronté également mais il a surement gagné ce match puisqu'il passe ce stade. Leur parcours s’arrêtent en huitièmes de finale face au Kawkab de Marrakech lors d'un match d'appui se terminant sur le score d'un but à zéro après un match nul de 0-0. Un fait très marquant eut lieu lors de cette saison, c'est l'agression d'un arbitre par les FAR lors du match opposant les FAR de Rabat au Maghreb de Fès. Ce match s'était terminé par une victoire du Maghreb de Fès sur le score de trois buts à zéro. Cet acte engendra la non-participation des FAR à une compétition la saison suivante, cette punition fut en vérité pas assez sévère pour un acte de ce genre. En effet, dans plusieurs pays, la sanction devait être au minimum une descente en division inférieure et une radiation pour certains joueurs, mais ce ne fut pas le cas.

## Annexe
1. ↑  Seule la nationalité sportive est indiquée. Un joueur peut avoir plusieurs nationalités mais n'a le droit de jouer que pour une seule sélection nationale.
2. ↑  Seule la sélection la plus importante est indiquée.
3. ↑  Lors de cette rencontre, un fait très marquant eut lieu, c'est l'agression de l'arbitre centrale par les joueurs de l'As FAR. La conséquence de cet acte sera que les FAR ne joueront à aucune compétition officielle la saison prochaine.